# Séisme de 1944 à San Juan
Le 15 janvier 1944 se produisit dans la province de San Juan, en Argentine, un séisme de magnitude moyenne, dont l’épicentre se situait à une vingtaine de km de la capitale provinciale homonyme, et qui détruisit cette ville à environ 80 %. Le nombre élevé de victimes ‒ le bilan de dix mille morts, établi après la catastrophe et encore fréquemment évoqué, a dû être révisé à la baisse à la suite de recherches ultérieures ‒ s’explique autant par l’intensité du séisme que par les caractéristiques des constructions (utilisation d’adobes) et par la totale absence de normes parasismiques. 
La calamité eut lieu durant la période de transition politique directement postérieure à la chute de la dénommée Décennie infâme, et les subséquents travaux de reconstruction se déroulèrent pour leur plus grande part sous le premier péronisme, mettant donc en œuvre et à contribution l’État providence nouvellement créé, interventionniste et à tendance égalitaire, qui entendait mener, en parallèle à la reconstruction (et avec un succès partiel, en raison des résistances locales), un projet de transformation sociale et traduire en plans urbanistiques le dessein politique péroniste.

## Le séisme

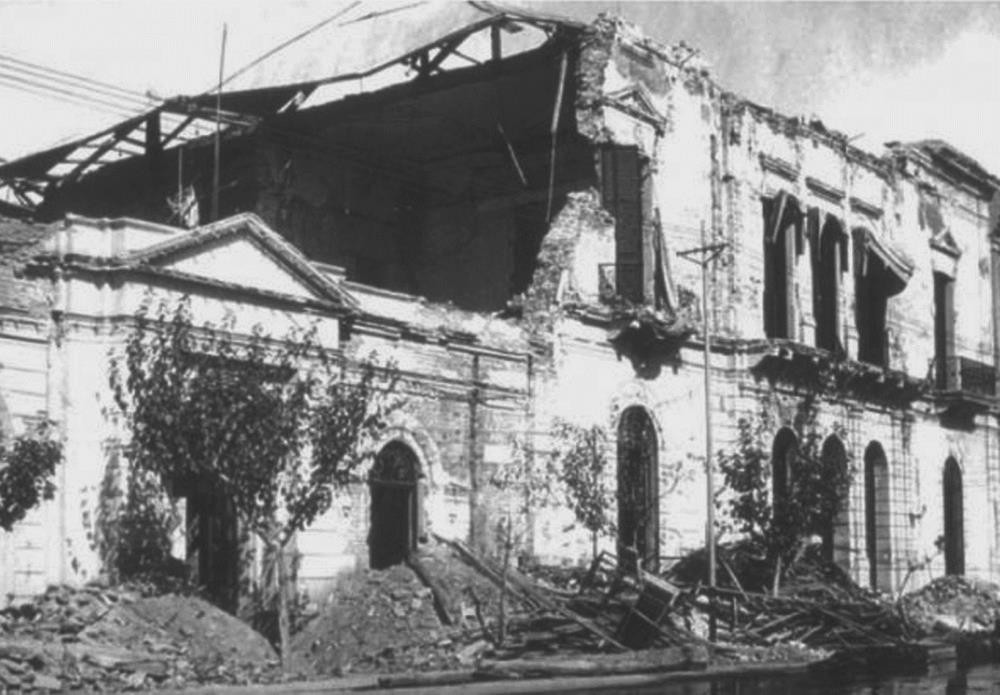
Palais du gouvernement de la province de San Juan, totalement détruit par suite du séisme.

Le tremblement de terre de San Juan de 1944 se produisit le 15 janvier, à 8 heures 52 du soir, et eut son épicentre à une vingtaine de km au nord de la ville de San Juan, aux environs de La Laja, dans le département d'Albardón. Sa magnitude d’ondes superficielles (Ms) fut estimée à 7,4 degrés, et sa magnitude du moment (Mw) se situa entre 6,9 et 7,0. Son intensité maximale fut de 9 sur l’échelle de Mercalli modifiée. Ce séisme est considéré comme la catastrophe naturelle les plus destructrice dans l’histoire de l’Argentine. 
Le tremblement de terre détruisit la ville de San Juan à 80 %. Si les premières estimations faisaient état de 20 000 victimes, morts et blessés, des études ultérieures ont indiqué que le nombre de morts provoqué par ce séisme doit se situer autour de 5 000 personnes.
Le séisme rendit orphelins des milliers d’enfants, lesquels furent dans de nombreux cas, en l’absence de loi sur l’adoption, inscrits à l’état civil comme leurs propres enfants par des familles de différentes parties du pays, sans qu’il en ait jamais été tenu registre. Outre ces orphelins, il y eut aussi, dans le chaos qui suivit le séisme, un nombre important de familles dispersées, par quoi de jeunes enfants, séparés de leurs parents, restèrent à jamais coupés de leurs familles. Dans la décennie 2000 encore, beaucoup de personnes continuaient à rechercher leur famille biologique. 
Des activités de levée de fonds, auxquelles furent conviés à participer les artistes et célébrités argentins et lors desquelles Juan Perón fit la rencontre de l’actrice Eva Duarte, furent organisées à Buenos Aires au bénéfice des victimes par le gouvernement nouvellement installé, issu du coup d’État de juin 1943.
Les effets désastreux du tremblement de terre s’expliquent non seulement par l’intensité sismique, mais aussi par la très mauvaise qualité des constructions, dont beaucoup étaient faites d’adobes, et par l’absence totale de législation ou de bonnes pratiques en matière de construction. La ville pourtant se trouvait dans une zone à risque, comme l'attestent les antécédents sismiques survenus dans plusieurs localités de la Région de Cuyo, avant et après 1900. Le tremblement de terre intervint dans le sillage de la chute du régime de corruption, d’incurie et d’impéritie qu’il est d’usage en Argentine de désigner par le nom de Décennie infâme.

## Reconstruction

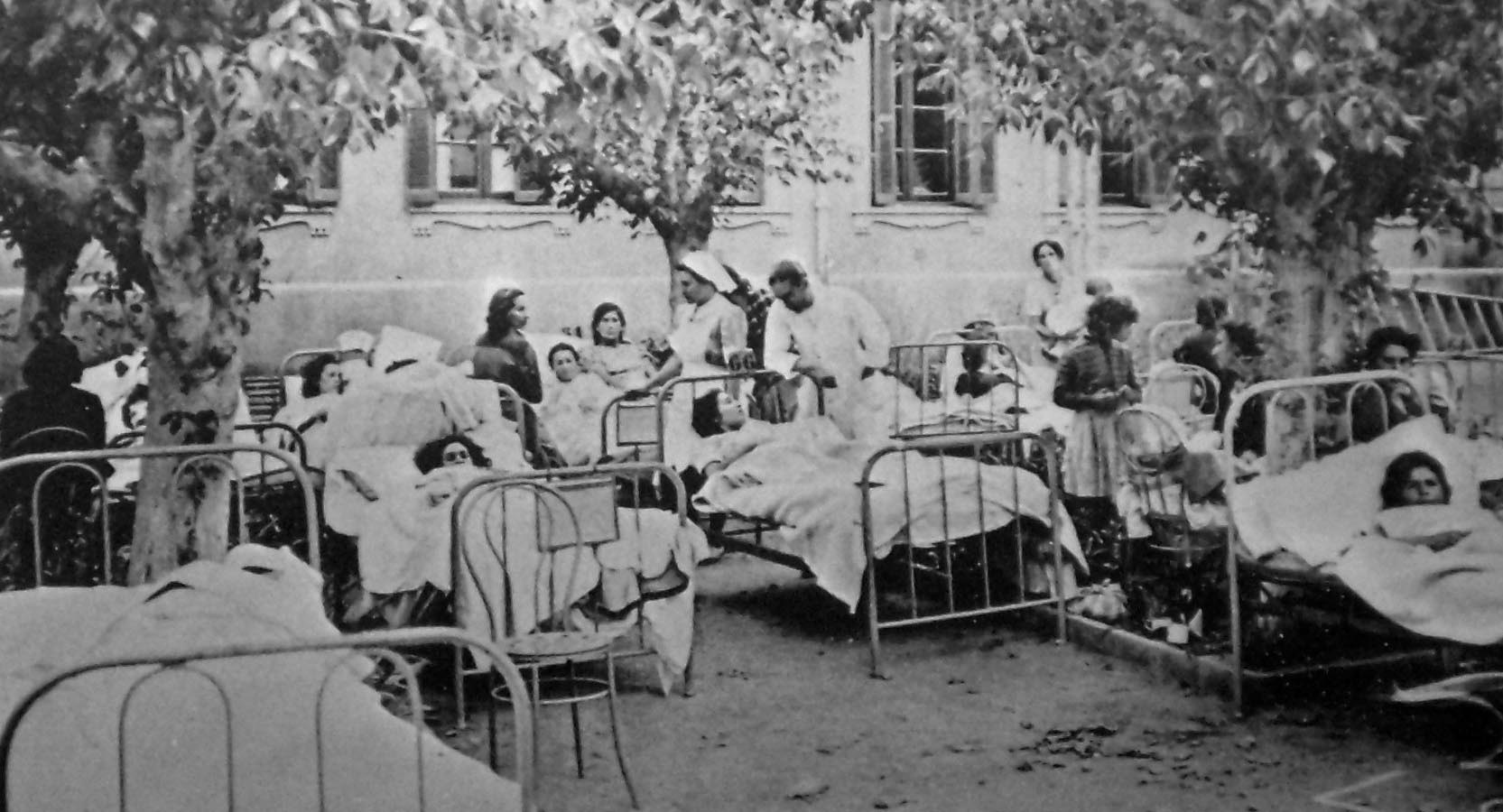
L’hôpital d’urgence.

### Planification
Ce tremblement de terre peut être considéré comme un cas d’école du point de vue des normes de construction, des plans d’urgence, du contrôle stratégique et de la prévention des catastrophes, tous inexistants jusqu’à 1944. La calamité impulsa la création d’un système de prévention des catastrophes naturelles, connu sous l’acronyme SIFEM (Sistema Federal de Emergencias), en Argentine.
En plus de la perte de milliers de vies humaines, le séisme détruisit des milliers de logements, de bâtiments publics et d’édifices historiques, et les moyens de subsistance d’une grande partie de la population. Il fallut s’atteler à la tâche de reconstruire les centres d’activité de la ville et de nouvelles habitations pour une large proportion de sa population, alors que celle-ci, dans sa grande majorité, manquait des ressources nécessaires pour résoudre elle-même son problème de logement.
Le pouvoir exécutif national se porta au secours de la province de San Juan en mettant en place le Conseil de reconstruction de San Juan (en esp. Consejo de Reconstrucción de San Juan), dépendant du ministère de l’Intérieur, et chargé de planifier la reconstruction de la ville détruite. Un Plan régulateur urbain fut élaboré, qui permit de transformer San Juan en une ville modèle en matière de pratiques antisismiques, même si ce plan ne fut pas toujours respecté, en raison d’intérêts politiques opposés.

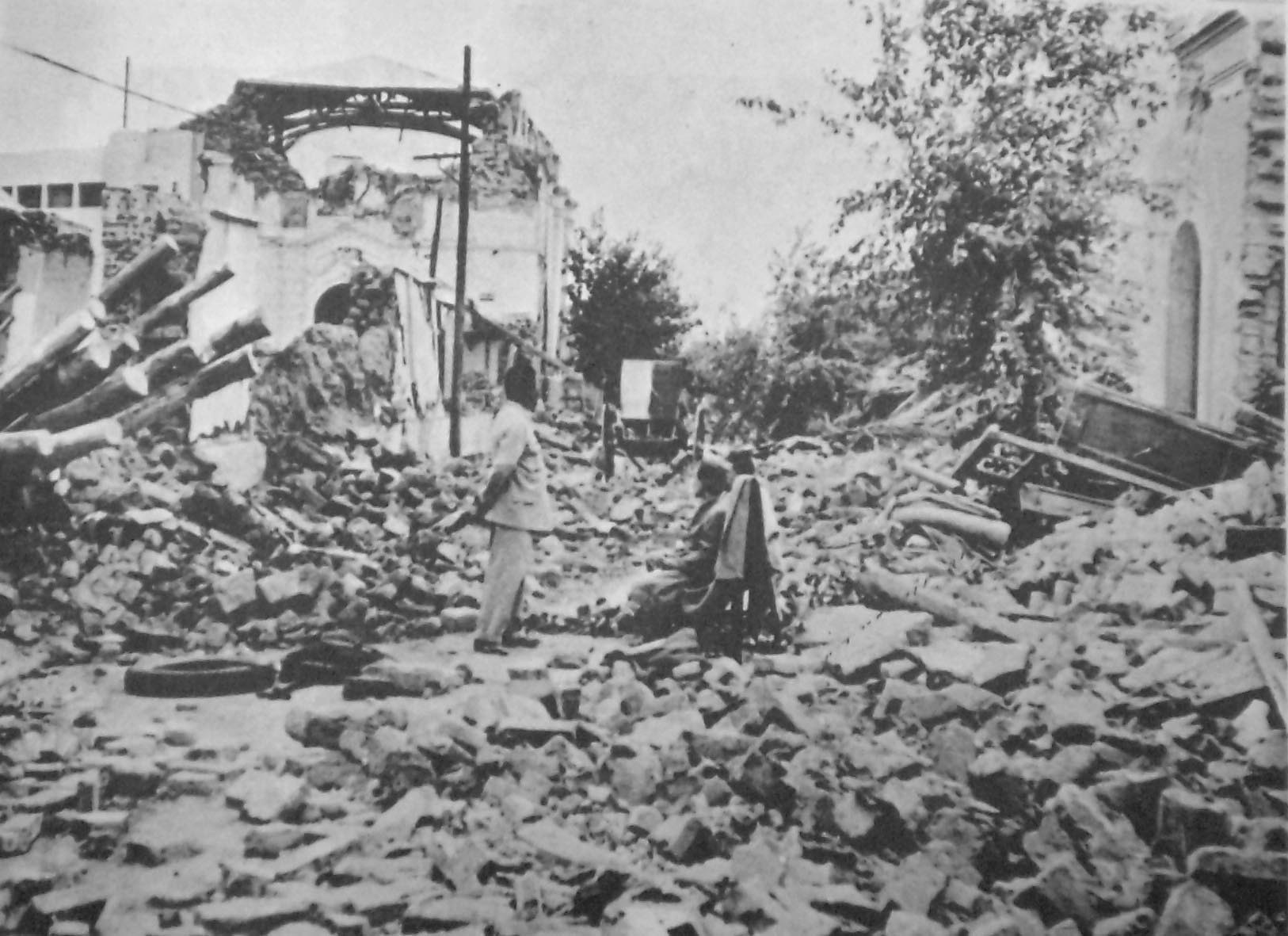
Les rues de San Juan le 16 janvier 1944 (c'est-à-dire au lendemain du tremblement de terre).

Préalablement, il y eut une discussion ‒ d’une portée hautement politique, ainsi que nous allons le voir ci-après ‒ opposant ceux qui voulaient reconstruite la ville sur un site différent, afin de la soustraire au risque sismique, et ceux qui souhaitaient au contraire la reconstruire sur son ancien emplacement. C’est la deuxième option qui fut retenue, celle certes la moins radicale, mais qui fournit néanmoins le terreau d’une profonde transformation sociale dans la province.
L’œuvre réalisée par le Conseil de reconstruction fut des plus importantes : il définit un code de construction (Código de Edificación), planifia et fit construire, dans le style moderniste, de nombreux édifices publics, administratifs, sanitaires, municipaux et scolaires, et aménagea des équipements urbains, dont une bonne part est encore en service aujourd’hui. Dans un premier temps cependant, pour faire face aux situations d’urgence, le Conseil de reconstruction entreprit une série d’actions précoces, parmi lesquelles l’édification de quartiers à caractère provisoire ; ainsi surgirent bientôt 25 quartiers, élevés en matériaux préfabriqués, avec des couvertures de type fibrociment, dans des zones de banlieue, vers l’ouest et le sud principalement. Les maisons construites en urgence à San Juan constituent la première tentative de construction, par l’État argentin, de logements à grande échelle ; ce fut aussi le premier essai, tout sauf réussi, de produire des logements préfabriqués. Dans le Grand San Juan furent construits 7 794 logements, et dans les départements ruraux de la province il s’en créa 1 930 supplémentaires.
Pour les quantités de fonds mises en jeu, et malgré les restrictions, la reconstruction de San Juan représente le deuxième chantier le plus important du premier péronisme (le plus grand étant la création du complexe Ezeiza, avec son aéroport, son autoroute, Ciudad Evita etc.). L’action du Conseil s’exerça notamment à travers l’octroi de subsides non seulement à la construction de logements, mais aussi en soutien des efforts de reconstruction de la Cathédrale métropolitaine, de la bibliothèque Franklin et d’autres organismes de caractère culturel ou religieux. Aussi put-on dès 1944 remettre en marche la vie et l’activité dans cette ville de plus de 80 000 habitants. Outre au déjà cité Conseil de reconstruction de San Juan, l’on est redevable des principales actions dans le domaine du logement à la Banco Hipotecario National et à l’Institut provincial du Logement.
En dépit des activités du Conseil de reconstruction, peu de particuliers bénéficiaires de prêts avaient, jusqu’à la mi-année 1947, fait construire leur logement, et la construction à grande échelle n’avait pas encore commencé. En l’absence de lignes directrices relatives au développement urbain, les techniciens du Conseil de reconstruction commencèrent à fixer des lignes d’édification sur la base du plan d’extension tel que défini par la loi no 1122. En vue de constituer une commission technique compétente pour les questions d’urbanisme, le Conseil engagea, au titre d’assesseur en urbanisme, l’architecte José Manuel Pastor, et élabora un nouveau plan, pour lequel furent repris les contours généraux des plans précédents. 
Une de ses attributions les plus importantes du Conseil était le contrôle des constructions : le Conseil fut amené ainsi à examiner chaque plan, à vérifier les calculs, et les différentes étapes de la mise en œuvre de chaque projet devaient être soumises pour approbation préalable dans ses bureaux techniques.
À l’effet d’exécution du Plan régulateur et d’extension (en esp. Plan Regulador y de Extensión) de 1948, mis au point par l’architecte José Manuel Pastor, une convention fut signée entre le gouvernement de la province de San Juan et le Conseil de reconstruction national, convention par laquelle la province cédait à ce dernier organisme, « pour la durée de son fonctionnement », le pouvoir de contrôle des constructions nouvelles sur l’ensemble du territoire de la vallée, dans les municipalités autant que dans la capitale provinciale elle-même. L’organisme national fut du reste doté de toutes les attributions nécessaires à pouvoir « exécuter le Plan régulateur et les ouvrages que celui-ci comporte dans toute la zone affectée par le séisme ».
Le Conseil adopta d’abord une série de résolutions tendant à approuver certains aménagements au-dedans du noyau urbain, à déterminer l’emplacement des édifices publics, à tracer le plan ferroviaire (lequel fut mené à bien) et à permettre le percement de l’avenue Central d’un bout à l’autre de la ville. À côté du Plan régulateur fut conçu le Plan de zonage, dont les aspects légaux furent réglés par voie de loi provinciale et de décret national. Le Conseil appela les professionnels et experts du pays à participer à ses projets, resp. à les diriger, avec l’objectif d’accélérer le processus de construction et d’assurer la diversité des conceptions architecturales inscrites dans les directives du plan.

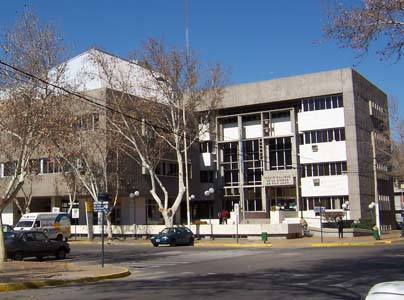
Bâtiments publics modernistes à San Juan.

En août 1950, une nouvelle convention fut conclue entre le gouvernement provincial et le Conseil de reconstruction, ce dernier, en considération de ses ressources, se dessaisissant de l’exécution de travaux de voirie et d’infrastructure ferroviaire et d’autres ouvrages publics, pour s’en tenir au seul Plan des travaux, et laissant l’entière tutelle sur les routes d’accès et de contournement de San Juan à Vialidad Nacional (réseau routier national) et au gouvernement provincial. La restructuration ferroviaire releva désormais de la compétence du ministère des Transports. Par ce nouveau règlement, les pouvoirs du Conseil vinrent à être réduites à une liste et sa mission transformée en celle d’un maître d’œuvre, sans le rôle de promoteur qui avait été le sien tout d’abord.

### Travaux de reconstruction (1948 – 1961)
Faisant suite à plusieurs décrets nationaux portant normalisation de l’aide de l’État à la reconstruction de San Juan, la loi 12.865 accorda à la province une subvention, qui fut majorée ultérieurement à diverses reprises.
Entre 1948 et 1961 fut mis en œuvre le plan de logement prévoyant la création de 1645 maisons dans les environs de la ville. À partir de cette date fut également lancé un plan de construction d’un grand nombre de bâtiments publics, d’écoles et d’équipements urbains.
Le décret 773/56 prévoyait l’édification de 53 écoles, de 15 bâtiments administratifs départementaux, 20 commissariats, bureaux d’état civil, de bâtiments de justice de paix, de complexes ministériels provinciaux et de la Direction de l’enseignement, de tribunaux et d’autres organismes publics, de la prison modèle, de l’observatoire astronomique Félix Aguilar, de l’édifice de la Direction du tourisme ; étaient prévus également le tracement de cinq grandes avenues, l’élargissement des rues, l’aménagement de nouvelles places, le raccordement au réseau électrique, et d’autres réalisations, qui furent totalement achevées. À côté de ses travaux, le décret 773/56 ordonna la construction de l’hôtel de gouvernement, de l’hôtel de police, de la Chambre des représentants et du palais de justice.

### Fin du processus de reconstruction (1961)
L’organisme chargé, après la Révolution libératrice de 1955, de parachever le processus de reconstruction, désigné par l’acronyme CONCAR (Consejo de Construcciones Antisísmicas y Reconstrucción), n’avait plus l’initiative de constructions nouvelles et se borna à conclure des ouvrages déjà commencés, avant que la reconstruction de San Juan ne fût finalement déclarée terminée.

## Aspects politiques
Le tremblement de terre survint peu après le renversement de la Décennie infâme et sera, en pleine période de transition vers le péronisme, le point d’orgue de l’ancien régime déchu. Le séisme se muera en une galvanisante expérience non seulement urbanistique, mais aussi politique et sociale, faisant chanceler l’ordre social traditionnel de la province et permettant de tester et de mettre en œuvre le projet péroniste d’État providence. 
Dans la capitale nationale Buenos Aires, Juan Perón, alors encore colonel et occupant des fonctions gouvernementales au ministère du Travail sous le nouveau régime militaire issu du coup d’État de 1943, lança une campagne de levée de fonds en faveur de San Juan et donna promptement mission d’élaborer des plans de reconstruction. Ladite campagne, qui connut une grande fortune, fut à l’origine de la carrière publique de son initiateur, qui devait bientôt fonder son propre mouvement politique, puis accéder à la présidence de la république argentine ; cette campagne fut fondatrice également en ceci qu’elle permit à Juan Perón et à Eva Duarte de se rencontrer à l’occasion d’un festival dans le stade Luna Park le 22 janvier 1944. La gestion des fonds recueillis au cours de cette campagne fut d’un côté assez opaque, et il y eut sans conteste de la corruption et des querelles internes, mais d’un autre côté, l’État péroniste mit à la disposition de San Juan des fonds d’un montant total bien supérieur aux sommes collectées.
Imaginer et construire la nouvelle ville devint un projet phare, au premier chef pour toute une génération d’architectes modernistes et d’urbanistes, mais aussi un long défi permanent tant pour le nouveau régime, désireux de faire ses preuves et de faire de San Juan une vitrine de sa politique, que pour la population et les autorités locales. 
La province de San Juan, comme ses voisines, était avant le séisme une province relativement florissante, marquée par la grande propriété et la monoculture agricole, essentiellement la viticulture. Pour maintenir son hégémonie, le pouvoir local s’appuyait sur la possession de la terre et sur les structures sociales traditionnelles, en veillant à garder à sa disposition la main-d’œuvre nécessaire. Tout projet, qu’il en fût un de transformation sociale ou d’industrialisation, impliquait inévitablement une confrontation avec ce pouvoir local établi. Aussi le projet de transformation sociale que le nouveau pouvoir péroniste entendait mener en parallèle avec la reconstruction, en traduisant en des plans urbanistiques et d’aménagement du territoire son grand dessein politique, se heurta-t-il bientôt aux résistances locales. C’est dans ce contexte qu’il importe de situer la discussion sus-évoquée, fondatrice pour le péronisme, entre ceux voulant reconstruire la ville sur son ancien emplacement (et par là tendant à reconstituer le statu quo ante économico-social) et ceux voulant implanter une nouvelle San Juan dans quelque autre endroit, en dehors de la zone à risque sismique. De nombreux vignerons avaient subi des préjudices dans la catastrophe, et s’efforçaient à présent non seulement d’obtenir des indemnisations, mais aussi de restaurer les structures naguère en vigueur. Si le projet conservateur l’emporta dans la discussion, et si le maintien de la ville sur son emplacement ancien tendait à favoriser les privilégiés d’avant 1944, le projet choisi permit néanmoins de réaliser de significatifs changements sociaux, en ce sens que la société de San Juan en devint plus égalitaire sous le péronisme, quand même les résistances locales empêchèrent les autorités d’atteindre tous leurs objectifs. 
L’État interventionniste fort ne tarda donc pas à se retrouver captif des intérêts locaux et de problématiques collatérales. Ce qui avait débuté comme un grand appel à la solidarité nationale finit bientôt par dériver vers une distribution de subsides, tantôt aux chemins de fer, tantôt à l’armée, tantôt aux commerçants en compensation des marchandises réquisitionnées, etc. L’action décentralisée entraîna une dispersion des ressources au bénéfice de catégories que le péronisme avait coutume d’avantager : primes pour familles nombreuses, bourses d’études, etc.
La Fondation Eva Perón s’impliqua d’abord, de manière assez confuse, en se superposant à l’action des autres instances nationales et provinciales. Plus tard, la fondation s’ingéra dans le processus d’attribution des logements nouvellement achevés ; jusque-là, les premiers logements avaient été répartis par les soins du gouvernement provincial, qui tendait à attribuer aux plus nantis (professions libérales etc.) les maisons situées dans les quartiers plus aérés, réservant les quartiers plus populeux à des journaliers et ouvriers, c'est-à-dire qui tendait à perpétuer, dans la répartition de l’aide de l’État, la différenciation sociale existante. À la fin des années 1940 ou au début des années 1950, lorsque la Fondation eut son mot à dire, les maisons bien faites et agréablement situées furent assignées aux familles ouvrières. La Fondation fit par ailleurs construire à San Juan deux foyers pour enfants.
La situation des orphelins mit en lumière, pour le pays tout entier, une problématique plus large, ancienne, se posant au quotidien, savoir : le besoin d’un cadre légal pour l’orphelinage et l’adoption, et donc d’une réforme du code de la famille (la patria potestas). Lorsque, sous l’impulsion d’Eva Perón, la législation concernée fut modifiée quelques années plus tard, en 1949, San Juan avait figure de référence et de catalyseur d’une des lois phares du péronisme.
Il est un fait qu’alors que la province de San Juan avait connu onze gouvernements entre 1934 et la date du tremblement de terre, la situation se stabilisa par la suite et évolua vers une société plus égalitaire, notamment grâce aux ressources en provenance de l’État national et à la mise en place d’un pouvoir syndical capable de faire contrepoids aux oligarchies provinciales ‒ ce que sut capitaliser l’avocat bloquiste Leopoldo Bravo, qui édifia un État provincial certes encore fort hiérarchisé, et entaché de nombreuses malversations, mais nettement plus égalitaire que le caudillisme de l’ère précédente.
C’est au pouvoir militaire issu de la dénommée Révolution libératrice, lequel s’employa à faire des défaillances et errements de la reconstruction le symbole même du régime péroniste déchu, qu’il fut donné d’achever l’ouvrage ; le général Aramburu promit, douze ans après le séisme, de mener la reconstruction à bonne fin, et tint parole.

## Nouvelles législations et offices de prévention et de planification
Le code de construction (Código de Edificación), élaboré par des techniciens du Conseil de reconstruction de la ville de san Juan et en vigueur depuis 1951, comporte trois parties :
- Prescriptions administratives
- Prescriptions de stabilité
- Prescriptions urbanistiques générales

En 1972 et 1973 furent créées, pour accompagner l’application de ces normes, deux nouvelles institutions : l’INPRES (Instituto de Prevención Sísmica) et la DPDU (Dirección de Planeamiento y Desarrollo Urbano, Direction de planification et développement urbain). L’INPRES centralise à San Juan les recherches menées dans toutes les zones du territoire national concerné par le risque sismique. La DPDU, qui depuis 2005 se nomme Dirección de Ordenamiento Territorial y Gestión Ambiental (Direction de l’aménagement du territoire et de la gestion de l’environnement), relève des Travaux publics de la province, et ses attributions recouvrent la planification urbaine et l’inspection des constructions.